# Gapinin-Kolonia
Gapinin-Kolonia – wieś w Polsce położona w województwie łódzkim, w powiecie opoczyńskim, w gminie Poświętne.
W latach 1975–1998 miejscowość administracyjnie należała do województwa piotrkowskiego.
Miejscowość słynie lokalnie z przemysłu drzewnego. Otaczają ją lasy bogate w grzyby, co przyciąga wielu amatorów grzybobrania.
Zobacz też: Gapinin